# Europäischer Filmpreis/Publikumspreis – Bester Film
2006 wurde erstmals bei den Europäischen Filmpreisen der Beliebteste Film vom Kinopublikum gewählt und ausgezeichnet. Von 1997 bis 2005 gab es den Publikumspreis in den Kategorien Bester Darsteller, Beste Darstellerin und Beste Regie. Früher trug der People’s Choice Award auch den Namen seines Sponsors als Beinamen: Jameson.

## Preisträger

### 2000er Jahre
2006
Volver – Zurückkehren (Volver) – Regie: Pedro Almodóvar
Adams Äpfel (Adams æbler) – Regie: Anders Thomas Jensen
Elementarteilchen – Regie: Oskar Roehler
Das Kind (L'Enfant) – Regie: Jean-Pierre und Luc Dardenne
Die Jahreszeit des Glücks (Štěstí) – Regie: Bohdan Sláma
Merry Christmas – Regie: Christian Carion
Oliver Twist – Regie: Roman Polański
Paradise Now – Regie: Hany Abu-Assad
Die Reise der Pinguine (La marche de l’empereur) – Regie: Luc Jacquet
Romanzo Criminale – Regie: Michele Placido
Stolz und Vorurteil – Regie: Joe Wright
Wallace & Gromit – Auf der Jagd nach dem Riesenkaninchen (Wallace & Gromit: The Curse Of The Were-Rabbit) – Regie: Nick Park und Steve Box

2007
Die Unbekannte (La sconosciuta) – Regie: Giuseppe Tornatore
2 Tage Paris (Deux jours à Paris) – Regie: Julie Delpy
12:08 East of Bucharest (A fost sau n-a fost?) – Regie: Corneliu Porumboiu
Black Book (Zwartboek) – Regie: Paul Verhoeven
Alatriste – Regie: Agustín Díaz Yanes
Ich habe den englischen König bedient (Obsluhoval jsem anglického krále) – Regie: Jiří Menzel
Der letzte König von Schottland – In den Fängen der Macht (The Last King of Scotland) – Regie: Kevin Macdonald
Das Parfum – Die Geschichte eines Mörders – Regie: Tom Tykwer
Die Queen (The Queen) – Regie: Stephen Frears
Auf Anfang (Reprise) – Regie: Joachim Trier
La vie en rose (La Môme) – Regie: Olivier Dahan

2008
Harry Potter und der Orden des Phönix (Harry Potter and the Order of the Phoenix) – Regie: David Yates
Arn – Der Kreuzritter (Arn – Tempelriddaren) – Regie: Peter Flinth
Abbitte (Atonement) – Regie: Joe Wright
Ben X – Regie: Nic Balthazar
Keinohrhasen – Regie: Til Schweiger
Der Mongole (Mongol) – Regie: Sergei Bodrow
REC – Regie: Jaume Balagueró
Saturno Contro – In Ewigkeit Liebe (Saturno Contro) – Regie: Ferzan Özpetek
Das Waisenhaus (El orfanato) – Regie: Juan Antonio Bayona
Die Welle – Regie: Dennis Gansel
Willkommen bei den Sch’tis (Bienvenue chez les Ch'tis) – Regie: Dany Boon
Zusammen ist man weniger allein (Ensemble, c'est tout) – Regie: Claude Berri

2009
Slumdog Millionär (Slumdog Millionaire) – Regie: Danny Boyle
Der Baader Meinhof Komplex – Regie: Uli Edel
Coco Chanel – Der Beginn einer Leidenschaft (Coco avant Chanel) – Regie: Anne Fontaine
Das Festmahl im August (Pranzo di ferragosto) – Gianni Di Gregorio
Fly Me to the Moon 3D – Regie: Ben Stassen
Die Herzogin (The Duchess) – Regie: Saul Dibb
So finster die Nacht (Låt den rätte komma in) – Regie: Tomas Alfredson
Transporter 3 – Regie: Olivier Megaton
Verblendung (Män som hatar kvinnor) – Regie: Niels Arden Oplev
Zerrissene Umarmungen (Los abrazos rotos) – Regie: Pedro Almodóvar

### 2010er Jahre
2010
Mr. Nobody – Regie: Jaco Van Dormael
Agora – Die Säulen des Himmels – Regie: Alejandro Amenábar
Baarìa – Regie: Giuseppe Tornatore
An Education – Regie: Lone Scherfig
Der Ghostwriter – Regie: Roman Polański
Kick-Ass – Regie: Matthew Vaughn
Der kleine Nick – Regie: Laurent Tirard
Männer al dente – Regie: Ferzan Özpetek
Soul Kitchen – Regie: Fatih Akin 
Verdammnis – Regie: Daniel Alfredson

2011
The King’s Speech – Regie: Tom Hooper
Konferenz der Tiere – Regie: Holger Tappe und Reinhard Klooss
Und dann der Regen (También la lluvia) – Regie: Icíar Bollaín
In einer besseren Welt (Hævnen) – Regie: Susanne Bier
Kleine wahre Lügen (Les Petits Mouchoirs) – Regie: Guillaume Canet
Das Schmuckstück (Potiche) – Regie: François Ozon
Unknown Identity – Regie: Jaume Collet-Serra
Willkommen im Süden (Benvenuti al Sud) – Regie: Luca Miniero

2012
Hasta la vista – Regie: Geoffrey Enthoven
The Artist – Regie: Michel Hazanavicius
Barbara – Regie: Christian Petzold
Best Exotic Marigold Hotel – Regie: John Madden
Cäsar muss sterben (Cesare deve morire) – Regie: Paolo und Vittorio Taviani
Dame, König, As, Spion – Regie: Tomas Alfredson
Die Eiserne Lady – Regie: Phyllida Lloyd
Headhunters – Regie: Morten Tyldum
In Darkness – Regie: Agnieszka Holland
Lachsfischen im Jemen – Regie: Lasse Hallström
Shame – Regie: Steve McQueen
Ziemlich beste Freunde – Regie: Olivier Nakache und Éric Toledano

2013
Portugal, mon amour – Regie: Ruben Alves

2014
Ida – Regie: Paweł Pawlikowski
Der Hundertjährige, der aus dem Fenster stieg und verschwand (Hundraåringen som klev ut genom fönstret och försvann) – Regie: Felix Herngren
Nymphomaniac – Director’s Cut – Volume I & II – Regie: Lars von Trier
Philomena – Regie: Stephen Frears
Die Schöne und das Biest (La belle & la bête) – Regie: Christophe Gans
Zwei Tage, eine Nacht (Deux jours, une nuit) – Regie: Jean-Pierre und Luc Dardenne

2015
La isla mínima – Mörderland (La isla mínima) – Regie: Alberto Rodríguez
Heute bin ich Samba (Samba) – Regie: Olivier Nakache und Éric Toledano
Höhere Gewalt (Turist) – Regie: Ruben Östlund
The Imitation Game – Ein streng geheimes Leben (The Imitation Game) – Regie: Morten Tyldum
Leviathan (Левиафан) – Regie: Andrei Swjaginzew
Monsieur Claude und seine Töchter (Qu’est-ce qu’on a fait au Bon Dieu?) – Regie: Philippe de Chauveron
Das Salz der Erde (The Salt of the Earth) – Regie: Wim Wenders und Juliano Ribeiro Salgado
Eine Taube sitzt auf einem Zweig und denkt über das Leben nach (En duva satt på en gren och funderade på tillvaron) – Regie: Roy Andersson
Underdog (Fehér isten) – Regie: Kornél Mundruczó
Victoria – Regie: Sebastian Schipper

2016
Body (Ciało) – Regie: Małgorzata Szumowska
Aferim! – Regie: Radu Jude
Das brandneue Testament (Le tout nouveau Testament) – Regie: Jaco Van Dormael
The Danish Girl – Regie: Tom Hooper
James Bond 007: Spectre (Spectre) – Regie: Sam Mendes
Julieta – Regie: Pedro Almodóvar
The Lobster – Regie: Giorgos Lanthimos
Ein Mann namens Ove (En man som heter Ove) – Regie: Hannes Holm
Mustang – Regie: Deniz Gamze Ergüven
Seefeuer (Fuocoammare) – Regie: Gianfranco Rosi
A War (Krigen) – Regie: Tobias Lindholm
Zvizdan – Regie: Dalibor Matanić

2017
Vor der Morgenröte – Regie: Maria Schrader
Die andere Seite der Hoffnung (Toivon tuolla puolen) – Regie: Aki Kaurismäki
Bacalaureat – Regie: Cristian Mungiu
Bridget Jones’ Baby (Bridget Jones’s Baby) – Regie: Sharon Maguire
Frantz – Regie: François Ozon
Die Kommune (Kollektivet) – Regie: Thomas Vinterberg
Phantastische Tierwesen und wo sie zu finden sind – Regie: David Yates
Sieben Minuten nach Mitternacht (A Monster Calls) – Regie: Juan Antonio Bayona
Die Überglücklichen (La pazza gioia) – Regie: Paolo Virzì

2018
Call Me by Your Name – Regie: Luca Guadagnino
Aus dem Nichts – Regie: Fatih Akin
Borg/McEnroe – Regie: Janus Metz
Dunkirk – Regie: Christopher Nolan
Die dunkelste Stunde (Darkest Hour) – Regie: Joe Wright
The Death of Stalin – Regie: Armando Iannucci
Das Leben ist ein Fest (C’est la vie – Le sens de la fête) – Regie: Olivier Nakache und Éric Toledano
Valerian – Die Stadt der tausend Planeten (Valerian and the City of a Thousand Planets) – Regie: Luc Besson
Victoria & Abdul – Regie: Stephen Frears

2019
Cold War – Der Breitengrad der Liebe – Regie: Paweł Pawlikowski
Ein Becken voller Männer (Le grand bain) – Regie: Gilles Lellouche
Border – Regie: Ali Abbasi
Der Brotverdiener – Regie: Nora Twomey
Dogman – Regie: Matteo Garrone
The Favourite – Intrigen und Irrsinn – Regie: Yorgos Lanthimos
Girl – Regie: Lukas Dhont
Glücklich wie Lazzaro – Regie: Alice Rohrwacher
Leid und Herrlichkeit – Regie: Pedro Almodóvar
Mamma Mia! Here We Go Again – Regie: Ol Parker
Phantastische Tierwesen: Grindelwalds Verbrechen – Regie: David Yates
Verachtung (Journal 64) – Regie: Christoffer Boe